# Iceland International 1993
Die Iceland International 1993 im Badminton  fanden vom 13. bis zum 14. März 1993 in Reykjavík statt.

## Sieger und Platzierte
| Disziplin    | Gold                             | Silber                               | Bronze                                       |
| ------------ | -------------------------------- | ------------------------------------ | -------------------------------------------- |
| Herreneinzel | Steve Butler                     | Broddi Kristjánsson                  | Tryggvi Nielsen                              |
| Herreneinzel | Steve Butler                     | Broddi Kristjánsson                  | Michael Brown                                |
| Dameneinzel  | Elsa Nielsen                     | Lorraine Thomas                      | Birna Petersen                               |
| Dameneinzel  | Elsa Nielsen                     | Lorraine Thomas                      | Guðrún Júlíusdóttir                          |
| Herrendoppel | Julian Robertson Dave Wright     | Broddi Kristjánsson Óli Björn Zimsen | Michael Brown Þorsteinn Páll Hængsson        |
| Herrendoppel | Julian Robertson Dave Wright     | Broddi Kristjánsson Óli Björn Zimsen | Guðmundur Adolfsson Jonas Weicheng Huang     |
| Damendoppel  | Lorraine Thomas Kerry McKittrick | Guðrún Júlíusdóttir Birna Petersen   | Elsa Nielsen Aðalheiður Pálsdóttir           |
| Damendoppel  | Lorraine Thomas Kerry McKittrick | Guðrún Júlíusdóttir Birna Petersen   | Vigdís Ásgeirsdóttir Margrét Dan Þórisdóttir |
| Mixed        | Dave Wright Lorraine Thomas      | Julian Robertson Kerri McKittrick    | Broddi Kristjánsson Guðrún Júlíusdóttir      |
| Mixed        | Dave Wright Lorraine Thomas      | Julian Robertson Kerri McKittrick    | Michael Brown Birna Petersen                 |

## Ergebnisse

### Herreneinzel
- Oli Bjorn Zimsen –  Bjorn Jonsson: 15-6 / 15-1
- Jonas Weicheng Huang –  Asgeir Halldorsson: 15-2 / 15-4
- Árni Þór Hallgrímsson –  Hrolfur Jonsson: 15-0 / 15-5
- Frimann Ari Ferdinandsson –  Sveinn Sölvason: 15-6 / 15-6
- Julian Robertson –  Sigurdur Hakonarson: 15-5 / 15-11
- Tryggvi Nielsen –  Sigurdur Myrdal: 15-5 / 15-6
- Adalsteinn Huldarson –  Haraldur Gudmundsson: 15-5 / 15-13
- Michael Brown –  Hjalti Hardarson: 15-0 / 15-2
- Þorsteinn Páll Hængsson –  Andres Nielsen: 15-0 / 15-2
- Peter A. Smith –  Valgeir Magnusson: 15-8 / 15-0
- Kristjan Danielsson –  Jón Halldórsson: 15-6 / 15-8
- Ástvaldur Heiðarsson –  Sigfus Aegir Arnason: 15-0 / 15-10
- Gunnar Petersen –  Andri Stefansson: 15-5 / 15-6
- Broddi Kristjánsson –  Gunnar Bollason: 15-4 / 15-2
- Guðmundur Adolfsson –  Njörður Ludvigsson: w.o.
- Steve Butler –  Oli Bjorn Zimsen: 15-1 / 15-2
- Guðmundur Adolfsson –  Jonas Weicheng Huang: 15-12 / 15-12
- Árni Þór Hallgrímsson –  Frimann Ari Ferdinandsson: 15-4 / 15-2
- Tryggvi Nielsen –  Julian Robertson: 15-8 / 15-12
- Michael Brown –  Adalsteinn Huldarson: 15-2 / 15-3
- Peter A. Smith –  Þorsteinn Páll Hængsson: 15-10 / 15-7
- Kristjan Danielsson –  Ástvaldur Heiðarsson: 15-3 / 15-3
- Broddi Kristjánsson –  Gunnar Petersen: 15-2 / 15-12
- Steve Butler –  Guðmundur Adolfsson: 15-1 / 15-2
- Tryggvi Nielsen –  Árni Þór Hallgrímsson: 18-17 / 7-6
- Michael Brown –  Peter A. Smith: 15-6 / 15-17 / 15-4
- Broddi Kristjánsson –  Kristjan Danielsson: 15-10 / 15-8
- Steve Butler –  Tryggvi Nielsen: 15-6 / 15-2
- Broddi Kristjánsson –  Michael Brown: w.o.
- Steve Butler –  Broddi Kristjánsson: 15-1 / 15-3

### Dameneinzel
- Maria Thors –  Irena Oskarsdottir: 11-3 / 11-3
- Guðrún Júlíusdóttir –  Birna Gudbjartsdottir: 11-2 / 11-3
- Vigdís Ásgeirsdóttir –  Margret Dan Thorisdottir: 11-0 / 11-2
- Lorraine Thomas –  Brynja Pétursdóttir: 11-3 / 11-2
- Birna Petersen –  Maria Thors: 11-2 / 11-8
- Guðrún Júlíusdóttir –  Kerri McKittrick: 11-2 / 11-4
- Elsa Nielsen –  Vigdís Ásgeirsdóttir: 11-6 / 11-8
- Lorraine Thomas –  Birna Petersen: 11-5 / 4-11 / 11-7
- Elsa Nielsen –  Guðrún Júlíusdóttir: 11-12 / 11-6 / 11-2
- Elsa Nielsen –  Lorraine Thomas: 11-8 / 11-4

### Herrendoppel
- Kristjan Danielsson /  Gunnar Petersen –  Valgeir Magnusson /  Andri Stefansson: 15-12 / 15-1
- Michael Brown /  Þorsteinn Páll Hængsson –  Petur Hjalmtysson /  Hrolfur Jonsson: 15-3 / 15-5
- Ástvaldur Heiðarsson /  Tryggvi Nielsen –  Asgeir Halldorsson /  Jón Halldórsson: 15-8 / 15-11
- Guðmundur Adolfsson /  Jonas Weicheng Huang –  Frimann Ari Ferdinandsson /  Johannes Helgason: 5-2 / 1-0
- Steve Butler /  Peter A. Smith –  Sigfus Aegir Arnason /  Gunnar Bjorgvinsson: 11-15 / 15-7 / 15-10
- Haraldur Gudmundsson /  Hjalti Hardarson –  Adalsteinn Huldarson /  Andres Nielsen: 10-15 / 15-8 / 15-10
- Julian Robertson /  Dave Wright –  Kristjan Danielsson /  Gunnar Petersen: 15-9 / 15-2
- Michael Brown /  Þorsteinn Páll Hængsson –  Ástvaldur Heiðarsson /  Tryggvi Nielsen: 15-8 / 15-3
- Guðmundur Adolfsson /  Jonas Weicheng Huang –  Steve Butler /  Peter A. Smith: 13-18 / 15-13 / 15-11
- Broddi Kristjánsson /  Oli Bjorn Zimsen –  Haraldur Gudmundsson /  Hjalti Hardarson: 15-3 / 15-11
- Julian Robertson /  Dave Wright –  Michael Brown /  Þorsteinn Páll Hængsson: 18-13 / 15-3
- Broddi Kristjánsson /  Oli Bjorn Zimsen –  Guðmundur Adolfsson /  Jonas Weicheng Huang: 17-14 / 15-8
- Julian Robertson /  Dave Wright –  Broddi Kristjánsson /  Oli Bjorn Zimsen: 15-2 / 15-4

### Damendoppel
- Kerri McKittrick /  Lorraine Thomas –  Kristin Berglind /  Hanna Lara Kohler: 15-1 / 15-2
- Vigdís Ásgeirsdóttir /  Margret Dan Thorisdottir –  Vildis K Gudmundsson /  Irena Oskarsdottir: 15-2 / 15-8
- Elsa Nielsen /  Adalheidur Palsdottir –  Sigridur M. Jonsdottir /  Maria Thors: 15-7 / 15-1
- Guðrún Júlíusdóttir /  Birna Petersen –  Birna Gudbjartsdottir /  Brynja Pétursdóttir: 17-13 / 15-5
- Kerri McKittrick /  Lorraine Thomas –  Vigdís Ásgeirsdóttir /  Margret Dan Thorisdottir: 15-3 / 15-3
- Guðrún Júlíusdóttir /  Birna Petersen –  Elsa Nielsen /  Adalheidur Palsdottir: 15-6 / 15-8
- Kerri McKittrick /  Lorraine Thomas –  Guðrún Júlíusdóttir /  Birna Petersen: 15-10 / 15-5

### Mixed
- Þorsteinn Páll Hængsson /  Kristin Magnusdottir –  Jón Halldórsson /  Birna Gudbjartsdottir: 15-2 / 15-0
- Broddi Kristjánsson /  Guðrún Júlíusdóttir –  Ástvaldur Heiðarsson /  Sigridur M. Jonsdottir: 15-9 / 15-0
- Gunnar Petersen /  Adalheidur Palsdottir –  Gunnar Bjorgvinsson /  Vildis K Gudmundsson: 15-4 / 15-4
- Guðmundur Adolfsson /  Elsa Nielsen –  Sigfus Aegir Arnason /  Hanna Lara Kohler: 15-4 / 15-2
- Julian Robertson /  Kerri McKittrick –  Asgeir Halldorsson /  Brynja Pétursdóttir: 15-6 / 15-5
- Tryggvi Nielsen /  Vigdís Ásgeirsdóttir –  Sigurdur Myrdal /  Irena Oskarsdottir: 15-4 / 15-5
- Michael Brown /  Birna Petersen –  Johannes Helgason /  Maria Thors: 15-0 / 15-4
- Dave Wright /  Lorraine Thomas –  Þorsteinn Páll Hængsson /  Kristin Magnusdottir: 15-11 / 15-3
- Broddi Kristjánsson /  Guðrún Júlíusdóttir –  Gunnar Petersen /  Adalheidur Palsdottir: 15-13 / 15-4
- Michael Brown /  Birna Petersen –  Tryggvi Nielsen /  Vigdís Ásgeirsdóttir: 15-2 / 15-7
- Julian Robertson /  Kerri McKittrick –  Guðmundur Adolfsson /  Elsa Nielsen: w.o.
- Dave Wright /  Lorraine Thomas –  Broddi Kristjánsson /  Guðrún Júlíusdóttir: 15-9 / 15-7
- Julian Robertson /  Kerri McKittrick –  Michael Brown /  Birna Petersen: w.o.
- Dave Wright /  Lorraine Thomas –  Julian Robertson /  Kerri McKittrick: 15-5 / 1-0